# 16-й ночной бомбардировочный авиационный полк
16-й ночной легкобомбардировочный авиационный Белостокский ордена Кутузова полк  — авиационная воинская часть бомбардировочной авиации ВВС РККА в Великой Отечественной войне.

## Боевой путь
Полк сформирован в апреле 1943 года в городе Калинине из лётчиков 1-го и 2-го отдельных авиационных полков ГВФ. Командиром полка назначен гвардии майор Е. Е. Ледников.
Во время проведения Орловско-Курской наступательной операции в июле — августе 1943 года полк в составе 213-й бомбардировочной авиационной дивизии выполнял разведку и бомбардировку живой силы и техники противника в районе населенных пунктов Болхов, Берестно, Василисино, Водкино, Высокая, Каратеево, Кохарево, Кожухово, Кшень, Милеево, Неверово, Пензеево, Фролово, Ярцево, Щёлкино, Шаталово, Хвостовичи, на участках дорог Белый Холм — Ельня, Большая Нежода — Замошье, Коноплянка — Устиново, Ярцево — Дорогобуж, Ярцево — Лукшино, Смоленск — Ельня, Добромино-Приднепровская, на железнодорожных станциях Глинка, Нежода, Павлиново, Хотынец и Добромино и оказывал содействие войскам Западного фронта при освобождении городов Дорогобуж, Ельня, Спас-Деменск. При выполнении боевых заданий наиболее отличились командир эскадрильи гвардии капитан Ф. С. Фетисов, командир эскадрильи гвардии капитан Г. А. Гребенюк, заместитель командира эскадрильи гвардии ст. лейтенант А. И. Лебедев, командиры звеньев ст. лейтенант К. Г. Кузьменко, гвардии ст. лейтенант Ф. М. Мазуров, ст. лейтенант К. Г. Лысенко, лейтенант Б. Ф. Творогов, лётчики лейтенант В. И. Авдиевский, гвардии лейтенант П. Т. Гагарин, лейтенант В. Н. Кравченко, лейтенант И. Д. Страшенко, мл. лейтенант Д. И. Ковбаса, мл. лейтенант В. А. Гололобов, мл. лейтенант М. Г. Рубанов, мл. лейтенант И. Джакипов, штурман звена мл. лейтенант И. И. Зеленский, штурман звена мл. лейтенант В. И. Бредихин.
В сентябре 1943 года полк в составе 325-й бомбардировочной авиационной дивизии осуществлял поддержку наземных войск на смоленском направлении. При выполнении боевых задания по бомбардировке аэродромов Шаталово и Смоленск Северный, населённых пунктов Павловск и Поповка, автотранспорта противника на участках дорог Смоленск — Ельня, Починок — Княжное отличились командир эскадрильи капитан П. П. Поляков, заместитель командира эскадрильи гвардии ст. лейтенант А. И. Лебедев, командир звена мл. лейтенант В. К. Башун, штурман эскадрильи ст. лейтенант И. Г. Игнатичев, штурман звена мл. лейтенант А. Д. Осмухин, штурман мл. лейтенант Н. И. Ваганов, штурман мл. лейтенант И. М. Михеев, штурман мл. лейтенант А. И. Павлов.
В январе — феврале 1944 года полк осуществлял воздушную поддержку наземных войск Западного фронта на оршанском и витебском направлениях, вёл разведку войск противника на участках дорог Обухово — Шемячино, Шнитки — Лучковское и бомбардировку воинских эшелонов на железнодорожной станции Богушевск. При выполнении боевых заданий наиболее отличились лётчики лейтенант Д. И. Ковбаса, лейтенант А. Д. Сафронов, штурман мл. лейтенант П. П. Корнев.
В ночь на 9 апреля 1944 года из боевого вылета не вернулся экипаж лётчика лейтенанта И. Ещанова и штурмана мл. лейтенанта Н. И. Ваганова.
В ночь на 16 апреля 1944 года с боевого задания не вернулись экипаж командира полка майора П. Н. Борисова и штурмана полка майора В. И. Зубова.
В апреле — мае 1944 года эскадрилья под командованием гвардии капитана Ф. С. Фетисова произвела 907 вылетов на связь для штаба 4-й воздушной армии. За отличное выполнение заданий командования лётчикам эскадрильи вынесена благодарность начальником штаба армии.
В мае — июне 1944 года в период подготовки операции по прорыву обороны противника на реке Проня лётчики полка выполнили 379 ночных разведывательных вылетов в районе населённых пунктов Сава, Любеж, Чаусы, Сахаровка, Осовец, Орша, Ямница, железнодорожных станций Зубры и Сокулка, на участках дорог Сухари — Хоньковичи, Мартюхово — Славное, Горки — Орша. В ночь на 30 мая 1944 года при выполнении боевого задания западнее Могилева погиб командир звена гвардии ст. лейтенант Б. Ф. Творогов.
В июне 1944 года лётчики полка выполнили 232 вылета на доставку боеприпасов партизанским отрядам, заброску во вражеский тыл разведчиков и эвакуацию из тыла противника раненых партизан и детей. Наиболее отличившиеся при выполнении задания заместитель командира полка майор К. П. Степанов, замполит полка подполковник Ф. А. Саушкин, начальник штаба полка майор А. А. Брыков, командир эскадрильи гвардии капитан Ф. С. Фетисов, командир эскадрильи капитан П. П. Поляков, заместитель командира эскадрильи гвардии капитан А. И. Лебедев, заместитель командира эскадрильи ст. лейтенант В. Л. Тороп, командиры звеньев лейтенант В. И. Авдиевский, ст. лейтенант В. Н. Кравченко, ст. лейтенант И. С. Пинчук, ст. лейтенант П. Н. Севастьянов, лейтенант В. К. Башун, гвардии лейтенант С. В. Валицкий, лейтенант М. Г. Рубанов, лётчики гвардии лейтенант П. Т. Гагарин, гвардии техник-лейтенант А. Д. Бобров, лейтенант И. Джакипов, мл. лейтенант А. Г. Бабиков, мл. лейтенант В. А. Гололобов, мл. лейтенант Б.. К. Зеленцов, мл. лейтенант Д. И. Ковбаса, мл. лейтенант Н. К. Чукалов, штурман эскадрильи капитан В. И. Митричев, штурман эскадрильи капитан С. В. Журавлёв, штурман звена лейтенант С. М. Хомченко, штурман звена ст. лейтенант А. М. Гончаров, штурман звена лейтенант В. И. Бредихин, штурман звена лейтенант И. И. Зеленский, штурман ст. лейтенант Н. Н. Веселков, штурман ст. лейтенант Н. Г. Бобров, штурман мл. лейтенант И. С. Зотов, штурман мл. лейтенант С. Г. Куклев, штурман лейтенант Г. М. Сороковский, штурман лейтенант М. Б. Мухаметьяров, штурман мл. лейтенант Н. В. Васильев, штурман мл. лейтенант П. П. Корнев, штурман лейтенант Н. Е. Лиманец, штурман мл. лейтенант И. М. Михеев, штурман мл. лейтенант С. И. Скубанович были награждены медалями «Партизану Отечественной войны».
Во время проведения Белорусской операции полк выполнял бомбардировку артиллерийских позиций в районе города Белосток, войск противника в районе населенных пунктов Августов, Беланы, Колосовщина, Ломжа, Остроленка, Выпихи, Мястково, Червень, Черновка, железнодорожных станций Зубры, Граево, Новогруд и Осовец, на участках дорог Остроленка — Мазовецкий, Гуслище — Новоселки, Белы — Бельцонцен. 6 июля 1944 года в районе города Борисов сбит истребителем противника самолёт командира звена ст. лейтенанта В. Н. Кравченко. В ночь на 25 августа 1944 года с боевого задания не вернулся экипаж лётчика мл. лейтенанта А. С. Чистякова и штурмана мл. лейтенанта В. Н. Панкова.
Во время боёв за освобождение Восточной Польши в октябре — декабре 1944 года экипажи полка оказывали воздушную поддержку наземным войскам 2-го Белорусского фронта при прорыве укреплённой оборонительной полосы на реке Нарев, осуществляли разведку и бомбардировку живой силы и техники противника в районе населенных пунктов Пултуск, Макув, Насельск, Броды, Красносельп, Лодзиново, Зельки, железнодорожной станции Цеханув. В ночь на 16 октября 1944 года с боевого задания в районе города Макув не вернулся экипаж лётчика гвардии техника-лейтенанта А. Д. Боброва и штурмана мл. лейтенанта М. Ф. Зудина. В ночь на 20 декабря 1944 года при выполнении боевого задания погиб лётчик лейтенант В. С. Зеткин.
Во время проведения Восточно-Прусской, Восточно-Померанской и Берлинской наступательных операций лётчики полка произвели 2180 боевых вылетов. Полк наносил бомбовые удары по войскам противника в районе городов и населённых пунктов Гдыня, Грудек, Пшасныш, Никельсвальде, Нетреббин, Померансдорф, Штеттин, Пельплин, Поппот, Пиннов, Пленудорф, Краков, Шнекенбург, Тантов, Радеков, Эльбинг, железнодорожных станций Скурп и Мендельков и осуществлял поддержку наземных войск 2-го Белорусского фронта при форсировании реки Одер.
В ночь на 17 января 1945 года при выполнении боевого задания столкнулись в воздухе два По-2 полка. Погибли лётчик мл. лейтенант Н. Д. Алямкин и штурман мл. лейтенант Г. И. Ткач, лётчик мл. лейтенант И. П. Сабетов и начальник связи эскадрильи ст. лейтенант Г. П. Бардачев.
В ночь на 20 апреля 1945 года при возвращении с боевого задания столкнулись в воздухе два По-2. Погибли лётчик мл. лейтенант Б. К. Зеленцов и штурман мл. лейтенант Е. И. Масалов, лётчик мл. лейтенант Н. Е. Краснянский и штурман мл. лейтенант Е. Т. Перминов.
Указом Президиума Верховного Совета СССР 16-й ночной бомбардировочный авиационный Белостокский полк награждён орденом Кутузова III степени.
Всего за время войны полк выполнил 8151 боевой вылет.

## Участие в операциях и битвах
- Курская битва — с 5 июля 1943 года по 5 августа 1943 года.
- Орловская наступательная операция — с 12 июля 1943 года по 5 августа 1943 года.
- Новороссийско-Таманская операция — с 9 сентября 1943 года по 9 октября 1943 года.
- Новороссийская операция — с 9 сентября 1943 года по 16 сентября 1943 года.
- Белорусская операция «Багратион»[6] — с 23 июня 1944 года по 29 августа 1944 года.
- Белостокская операция — с 5 июля 1944 года по 27 сентября 1944 года.
- Минская операция[6] — с 29 июня по 4 июля 1944 года
- Осовецкая операция[6] — с 6 августа 1944 года по 14 августа 1944 года.
- Остроленская операция — с сентября 1944 года по октябрь 1944 года.
- Восточно-Прусская операция[6] — с 13 января по 25 апреля 1945 года.
- Восточно-Померанская операция[6] — 20 февраля 1945 года по 4 апреля 1945 года.
- Берлинская наступательная операция — с 16 апреля 1945 года по 8 августа 1945 года.

## Командир полка
- гвардии майор Ледников Евгений Евдокимович (до 6 марта 1944 г.)
- майор Борисов Пётр Николаевич (погиб 16.4.1944)
- майор Жигарьков Василий Иванович (с мая 1944 г.)
- майор Перевезенцев Иван Иванович (с октября 1944 г.)

## Управление полка
- Заместитель командира полка по политической части
  -  подполковник Саункин Фёдор Акимович (с апреля 1943)
- Парторг полка
  -  старший лейтенант Абросимов Николай Васильевич (с августа 1944 г.)
- Комсорг полка
  -  гвардии старшина Разгильдеев Павел Иванович
- Заместитель командира полка
  -  майор Степанов Константин Петрович (июнь 1943 г. — январь 1945 г.)
  -  майор Романов Виктор Иванович (с января 1945 г.)
- Штурман полка
  -  майор Зубов Василий Иванович (2.6.1943 — погиб 16.4.1944)
  -  майор Кириченко Александр Максимович (с июня 1944 г.)
- Помощник командира полка по воздушно-стрелковой службе
  -  капитан Шенгер Михаил Дмитриевич (с июня 1943 г.)
- Начальник химической службы полка:
  -  капитан Осипов Яков Семёнович (с июня 1943 г.)

## Штаб полка
- Начальник штаба
  -  гвардии майор Брыков Алексей Алексеевич (с 30.6.1943)
- Помощник начальника штаба полка по спецсвязи:
  -  гвардии лейтенант Чертунин Александр Михайлович
- Начальник отделения строевого и кадров
  -  старший лейтенант Шевченко Иван Иванович

## Инженерная служба полка
- Старший инженер:
  -  инженер-капитан Титов Иван Прокофьевич
- Заместитель старшего инженера по вооружению
  -  инженер-капитан Дорогов Александр Егорович

## Наиболее отличившиеся лётчики и штурманы полка
| Награды | Фамилия, имя отчество            | Должность                 | Воинское звание   | Совершенный подвиг |
| ------- | -------------------------------- | ------------------------- | ----------------- | --- |
|         | Бабиков Анатолий Григорьевич     | Лётчик старший            | Младший лейтенант | Всего совершил 359 боевых вылетов на По-2, в том числе 6 вылетов в тыл противника с посадкой у партизан. В ночь на 11.10.1944 на горящем самолёте перетянул линию фронта и произвёл посадку на своей территории и тем спас жизнь экипажа. |
|         | Башун Василий Кириллович         | Командир звена            | Старший лейтенант | Всего совершил 359 боевых вылетов на По-2, в том числе 12 вылетов в тыл противника с посадкой у партизан. |
|         | Валицкий Сергей Вячеславович     | Штурман звена             | Гвардии лейтенант | Всего совершил 316 боевых вылетов на По-2, в том числе 9 вылетов в тыл противника с посадкой у партизан. |
|         | Бредихин Владимир Иванович       | Штурман звена             | Старший лейтенант | Всего совершил 327 боевых вылетов на По-2 |
|         | Гололобов Валентин Александрович | Командир звена            | Лейтенант         | Всего совершил 395 боевых вылетов на По-2, в том числе 11 вылетов в тыл противника с посадкой у партизан. |
|         | Гребенюк Григорий Алексеевич     | Командир эскадрильи       | Гвардии капитан   | Всего совершил 450 боевых вылетов в составе 105 ГОАП ГВФ и 16 НБАП. В ночь на 6.10.1944 выполнил боевое задание командования 2-го Белорусского фронта по вывозке из тыла противника 2-х разведчиков.                                      |
|         | Зайцев Абрам Иосифович           | Зам. командира эскадрильи | Капитан           | Всего совершил 346 боевых вылетов в составе 644 и 16 НБАП |
|         | Ковбаса Дмитрий Иванович         | Командир звена            | Лейтенант         | Всего совершил 324 боевых вылета |
|         | Митричев Василий Иванович        | Штурман эскадрильи        | Капитан           | Всего совершил 364 боевых вылета на Р-5, Пе-2 и По-2 в составе 606 ЛБАП, 3 ОРАП, 615 НБАП и 16 НБАП |
|         | Фетисов Фёдор Семёнович          | Командир эскадрильи       | Гвардии капитан   | Всего совершил более 300 оперативно-боевых вылетов в составе особой Прибалтийской авиагруппы ГВФ Калининского фронта и 144 боевых вылета в составе 16 НБАП                                                                                |
|         | Хомченко Семён Михайлович        | Командир звена            | Лейтенант         | Всего совершил 329 боевых вылетов в составе 16 НБАП |

## Благодарности Верховного Главнокомандующего
Воинам полка в составе 325-й ночной бомбардировочной авиадивизии объявлены благодарности Верховного Главнокомандующего:
- За отличие в боях при прорыве обороны немцев на Могилёвском направлении и форсирование реки Проня западнее города Мстиславль, при занятии районного центра Могилёвской области — города Чаусы и освобождении более 200 других населённых пунктов, среди которых Черневка, Ждановичи, Хоньковичи, Будино, Васьковичи, Темривичи и Бординичи[8].
- За отличие в боях при овладении штурмом овладели крупным областным центром Белоруссии городом Могилёв — оперативно важным узлом обороны немцев на минском направлении, а также овладении с боями городов Шклов и Быхов[9].
- За отличие в боях при овладении городом и крупным промышленным центром Белосток — важным железнодорожным узлом и мощным укреплённым районом обороны немцев, прикрывающим пути к Варшаве[10].
- За отличие в боях при овладении штурмом городом и крепостью Осовец — мощным укрепленным районом обороны немцев на реке Бобр, прикрывающим подступы к границам Восточной Пруссия[11].
- За отличие в боях при овладении городом и крепостью Ломжа — важным опорным пунктом обороны немцев на реке Нарев[12].
- За отличие в боях при овладении штурмом города Пшасныш (Прасныш), городом и крепостью Модлин (Новогеоргиевск) — важными узлами коммуникаций и опорными пунктами обороны немцев, а также при занятии с боями более 1000 других населённых пунктов[13].
- За отличие в боях при овладении городами Млава и Дзялдов (Зольдау) — важными узлами коммуникаций и опорными пунктами обороны немцев на подступах к южной границе Восточной Пруссии и городом Плоньск — крупным узлом коммуникаций и опорным пунктом обороны немцев на правом берегу Вислы[14].
- За отличие в боях при выходе на побережье Балтийского моря и при овладении городом Кёзлин — важным узлом коммуникаций и мощным опорным пунктом обороны немцев на путях из Данцига в Штеттин, раасчение войск противника в Восточной Померании от его войск в Западной Померании[15].
- За отличие в боях при овладении городом и крепостью Грудзёндз (Грауденц) — мощным узлом обороны немцев на нижнем течении реки Висла[16].
- За отличие в боях при овладении городами Гнев (Меве) и Старогард (Прейсиш Старгард) — важными опорными пунктами обороны немцев на подступах к Данцигу[17].
- За отличие в боях при овладении городом Штольп — важным узлом железных и шоссейных дорог и мощным опорным пунктом обороны немцев в Северной Померании[18].
- За отличие в боях при овладении городом и военно-морской базой Гдыня — важной военно-морской базой и крупным портом на Балтийском море[19].
- За отличие в боях при овладении городом и крепостью Гданьск (Данциг) — важнейшим портом и первоклассной военно-морской базой немцев на Балтийском море[20].
- За отличие в боях при овладении главным городом Померании и крупным морским портом Штеттин, а также занятии городов Гартц, Пенкун, Казеков, Шведт[21].
- За отличие в боях при овладении городами Грайфсвальд, Трептов, Нойштрелитц, Фюрстенберг, Гранзее — важными узлами дорог в северо-западной части Померании и в Мекленбурге[22].
- За отличие в боях при овладении городами Штральзунд, Гриммен, Деммин, Мальхин, Варен, Везенберг — важными узлами дорог и сильными опорными пунктами обороны немцев[23].
- За отличие в боях при овладении городом Росток и Варнемюнде[24].
- За отличие в боях при разгроме берлинской группы немецких войск овладением столицы Германии городом Берлин — центром немецкого империализма и очагом немецкой агрессии[25].
- За отличие в боях при овладении городами Барт, Бад-Доберан, Нойбуков, Барин, Виттенберге и соединении 3 мая с союзными английскими войсками на линии Висмар, Виттенберге[26].
- За отличие в боях при овладении портом и военно-морской базой Свинемюнде — крупным портом и военно-морской базой немцев на Балтийском море[27].
- За отличие в боях при форсировании пролива Штральзундерфарвассер и овладении островом Рюген[28].